# Арлена-ди-Кастро
Арлена-ди-Кастро (итал. Arlena di Castro) — коммуна в Италии, располагается в области Лацио, в провинции Витербо.
Население составляет 797 человек из них - 413 мужчин, и 384 женщин (на май 2025 г.), плотность населения составляет 36.6 чел./км². Занимает площадь 22 км². Почтовый индекс — 1010. Телефонный код — 0761.
Покровителем населённого пункта считается Святой Рох.

## Физико-географическое положение
Является сельскохозяйственным центром в горах Вольсини, с преимущественно холмистой территорией на юго-западной стороне вулканической системы, с высотой от 145 до 380 м над уровнем моря.
Арлена-ди-Кастро граничит со следующими муниципалитетами: Челлере, Пьянсано, Тессеннано, Тускания.

## История
Арлена-ди-Кастро, почти полностью необитаемая и превращенная в крепость, была фактически заново основана во второй половине XVI века по приказу кардинала Алессандро Фарнезе — внука папы Павла III, который в 1573 году поселил там несколько семей из Аллероны, близ Орвието, предоставив им землю и налоговые льготы. До 1649 года поселение находилось в составе герцогства Кастро, а затем перешло в состав Папской области.
В 1927 году после реорганизации провинциальных избирательных округов, созданных королевским указом №1, 2 января 1927 года по велению фашистского правительства, была создана провинция Витербо, и Арлена-ди-Кастро перешла из провинции Рим в провинцию Витербо.
Землетрясение 6 февраля 1971 года, вошедшее в историю как землетрясение в Тускании, имело эпицентр на полпути между Тусканией и Арленой-ди-Кастро и ощущалось подземными толчками силой VIII балла по шкале Меркалли. После этого события итальянский парламент принял закон №.1155 от 1971 года, который освободил от военной службы молодых людей из коммун Тускания и Арлена-ди-Кастро, которые решили принять участие в качестве добровольцев в восстановлении двух населенных пунктов.

## Памятники и достопримечательности

### Религиозная архитектура
- Церковь Сан-Рокко, построенная из туфа, украшенная фресками, восстановленная после землетрясения 1971 года.
- В украшенной фресками церкви Сан-Джованни имеется пять алтарей. Прилагается часовня Гроба Господня.

### Гражданская архитектура
- Дворец Гвидолотти.

### Военная архитектура
- Руины крепости Кастельвеккьо, древней военной крепости.
- Средневековый замок на холме Чивителла с остатками этрусских гробниц, фрагментами глиняной посуды.

### Археологические памятники
- Некрополь Арареллы, некогда использовавшийся как городская свалка, где находится несколько могильных ям, изначально покрытых плиткой.
- Расписная этрусская гробница, обнаруженная в 1982 году в районе Ла-Пьянтата, примечательна тем, что в ней до сих пор сохранились красные и черные декоративные росписи на потолке.
- Средневековый замок, точнее руины средневекового замка на холме Чивителла.

## Демография
Динамика населения:

## Экономика

### Сельское хозяйство
Сельское хозяйство коммуны занимается в основном выращиванием пшеницы и оливок. Овцеводство широко распространено, хотя и сокращается, в основном из-за кризиса в этом секторе. Также следует отметить постоянно растущее за последние двадцать лет распространение садовых культур, выращиваемых в теплицах и на открытом грунте, таких как томаты, спаржа, дыни, арбузы и перец. После быстрого роста выращивания табака в семидесятые и девяностые годы в настоящее время наблюдается значительный спад, в основном из-за требований рынка.
Из оливок, выращенных на склонах Вольсини получают оливковое масло экстра-класса «Канино», получившее в 1996 году сертификат DOP.

## Администрация коммуны
- Официальный сайт: https://comune.arlenadicastro.vt.it/